# Lachnaea ericoides
Lachnaea ericoides är en tibastväxtart som beskrevs av Carl Daniel Friedrich Meisner. Lachnaea ericoides ingår i släktet Lachnaea och familjen tibastväxter. Inga underarter finns listade i Catalogue of Life.